# Florian Loka
Florian Loka herbu Rogala – ławnik tczewski w latach 1674-1686.
Poseł sejmiku stargardzkiego na sejm 1681 roku.